# CRYBB1
CRYBB1 (англ. Crystallin beta B1) – білок, який кодується однойменним геном, розташованим у людей на короткому плечі 22-ї хромосоми. Довжина поліпептидного ланцюга білка становить 252 амінокислот, а молекулярна маса — 28 023.
| 10         |  | 20         |  | 30         |  | 40         |  | 50         |
| ---------- |  | ---------- |  | ---------- |  | ---------- |  | ---------- |
| MSQAAKASAS |  | ATVAVNPGPD |  | TKGKGAPPAG |  | TSPSPGTTLA |  | PTTVPITSAK |
| AAELPPGNYR |  | LVVFELENFQ |  | GRRAEFSGEC |  | SNLADRGFDR |  | VRSIIVSAGP |
| WVAFEQSNFR |  | GEMFILEKGE |  | YPRWNTWSSS |  | YRSDRLMSFR |  | PIKMDAQEHK |
| ISLFEGANFK |  | GNTIEIQGDD |  | APSLWVYGFS |  | DRVGSVKVSS |  | GTWVGYQYPG |
| YRGYQYLLEP |  | GDFRHWNEWG |  | AFQPQMQSLR |  | RLRDKQWHLE |  | GSFPVLATEP |
| PK         |  |            |  |            |  |            |  |            |

A: Аланін

C: Цистеїн

D: Аспарагінова кислота

E: Глутамінова кислота

F: Фенілаланін

G: Гліцин

H: Гістидин

I: Ізолейцин

K: Лізин

L: Лейцин

M: Метіонін

N: Аспарагін

P: Пролін

Q: Глутамін

R: Аргінін

S: Серин

T: Треонін

V: Валін

W: Триптофан

Задіяний у такому біологічному процесі, як ацетилювання. 